# Lương Văn Thăng
Lương Văn Thăng là một nhà cách mạng, nhà giáo, thầy thuốc và Bí thư chi bộ cộng sản đầu tiên ở Ninh Bình. Ông là cha của anh hùng Lương Văn Tụy và anh rể của nguyên bí thư tỉnh ủy Ninh Bình Đinh Tất Miễn.
Lương Văn Thăng sinh năm 1865, trong một gia đình Nho học ở thôn Lũ Phong, xã Quỳnh Lưu, huyện Nho Quan, tỉnh Ninh Bình. Từ bé, Lương Văn Thăng đã tỏ ra thông minh, nhanh nhẹn, tính tình hoà nhã. Lớn lên, ông ra thành phố Nam Định theo học một cụ cử. Sau khi đỗ tú tài, Lương Văn Thăng không đi làm cho đế quốc phong kiến mà trở về nhà dạy học và làm thuốc. Ông được dân làng gọi là "cụ Tú làng Quỳnh". Ông lấy vợ ngoài 40 tuổi và sinh ra anh hùng Lương Văn Tụy khi gần ở tuổi 50.
Ngày 24-6-1929, tại khu căn cứ cách mạng Quỳnh Lưu, Chi bộ Hội Việt Nam cách mạng thanh niên thôn Lũ Phong chuyển thành chi bộ đảng cộng sản Đông Dương. Lương Văn Thăng trở thành Bí thư. Đây là chi bộ cộng sản đầu tiên của tỉnh Ninh Bình.
Trong những năm hoạt động cách mạng, Ông cùng tổ chức cách mạng tuyên truyền vận động xây dựng được nhiều cơ sở cách mạng ở các huyện Nho Quan, Gia Viễn và tổ chức lãnh đạo một số cuộc đấu tranh trong các phong trào cách mạng ở địa phương.
Lương Văn Thăng mất năm 1940, thọ 75 tuổi. Ông được thờ phụng tại một khu tưởng niệm ở xã Quỳnh Lưu, huyện Nho Quan, Ninh Bình. Tên ông được đặt cho một đường phố nối lên cầu Non Nước ở thành phố Ninh Bình.